# تاله حمزه
تاله حمزه (به عربی: تالة حمزة) یک شهرداری در الجزایر است که در استان بجایه واقع شده‌است. تاله حمزه ۱۱٬۶۷۵ نفر جمعیت دارد.